# 哈特嘎勒机场
哈特嘎勒机场是一座位于蒙古国北部地区库苏古尔省城镇哈特嘎勒的机场。

## 概况
哈特嘎勒机场位于哈特嘎勒西南方向2公里处，机场拥有一条方向为15/33，2,400米 × 30米（7,874英尺 × 98英尺）的碎石跑道。停机坪的东北侧，在2006-2007年时建设了一座面积有限的小型候机房。哈特嘎勒机场是一座军民两用非全天候机场，无定期的民用航班起降，也基本无客流及货物处理能力。